# IFNA10
IFNA10‏ (Interferon alpha 10) هوَ بروتين يُشَفر بواسطة جين IFNA10 في الإنسان.